# 纹楚克拉虫
纹楚克拉虫（学名：Zschokkella striata）为两极科楚克拉虫属的动物。在中国，分布于辽宁、浙江等，营寄生生活，寄生在棒花鱼的胆囊。
其种加词“striata”意为“有条纹的”。